# Inspectie Werk en Inkomen
De Inspectie Werk en Inkomen was een Nederlandse overheidsdienst die toezicht hield op de uitvoering van wettelijke taken door het Uitvoeringsinstituut Werknemersverzekeringen (UWV), de Sociale Verzekeringsbank (SVB) en de gemeentelijke sociale diensten (GSD's) en het inlichtingenbureau (IB). De Inspectie Werk en Inkomen werd per 1 januari 2002 ingesteld, via het Besluit taakuitoefening Inspectie Werk en Inkomen, op basis van de wet Structuur Uitvoeringsorganisatie werk en inkomen, en was de opvolger van het College van Toezicht Sociale Verzekeringen. 
Per 1 januari 2016 is de inspectie opgegaan in de Inspectie SZW (Sociale Zaken en Werkgelegenheid).